# ヴァンテージ・マスター
『ヴァンテージ・マスター』 (Vantage Master) は、日本ファルコムが制作・販売したシミュレーションロールプレイングゲーム（シミュレーションRPG）シリーズ。
なお、シリーズ作品のうち『VM JAPAN』については該当記事を参照。

## 概要
1997年に発売された第1作『ヴァンテージ・マスター』（以下『VM1』）から続くシリーズで、『VM1』・『ヴァンテージ・マスターV2』（以下『VMV2』）・『VM JAPAN』・『ヴァンテージマスターポータブル』（以下『VMP』）の4作が発売されている。
ゲームシステムはほぼ同一であり、登場人物やネイティアルなども『VM JAPAN』を除いてほぼ共通している。『VM JAPAN』はコンセプトに合わせて作中用語などがすべて和風に変更されており、他の3作とは異なる点が多い。このため、本記事では主に『VM JAPAN』を除いた3作について記述する。
ヴァンテージ・マスター
1997年12月12日にMicrosoft Windows向けコンピュータゲームとして発売された第1弾。
ヴァンテージ・マスターV2
1998年7月10日に『VM1』と同じくWindows向けに発売。マップ・ゲームバランスが変更されている。
VM JAPAN
ゲームシステムはほぼそのまま踏襲しているが、和風をコンセプトとして作中用語などが変更されている。
ヴァンテージマスターポータブル
2008年4月24日に発売された、PSP向けのリメイク版。PSPでも発売されている『英雄伝説VI 空の軌跡 シリーズ』のキャラクターが隠しキャラクターとして追加され、代わりにWin版の隠しキャラクターは使用できなくなった。なお、『VMP』ではファルコム初めてとなるテレビCMが作成され、放映された。

## ゲームシステム
六角形のヘックスからなるマップにおいて、ネイティアル・マスター（以下マスター）同士の闘いに勝利する事が目的となる。マスターはネイティアルと呼ばれる精霊を召喚して操り、戦局を進めていく。勝利条件は敵マスターのHP を0にする事。ストーリーモードではこの戦闘の積み重ねによりストーリーが進行していく。
原則として戦闘の開始時から存在するユニットは敵味方1人ずつのマスターのみであり、MPを消費して属性をもつネイティアルを召喚し、戦局を進めていく。敵が呼び出したネイティアルの種類を考慮して、召喚するネイティアルを決めることになる。MPは一定時間毎に回復するが、その回復量はマップ上にある魔晶石の占拠数に比例する。MPはネイティアルの召喚時だけではなく、召喚後のネイティアルの維持、マスターやネイティアルが使う魔法の使用でも消費されるため、魔晶石の占拠数は戦局に大きな影響を与える。
シミュレーションRPGではあるが、RPGに多く見られるキャラクターの成長はストーリーモード以外ではなく、ストーリーモードであっても全てのユニットの体力最大値は常に10で固定となっている。また、ユニットの向きなどに因って敵に与えるダメージは変動するが、クリティカルヒットの様なランダム要素は一切なく、同一条件であれば必ず同じ結果が生じる。このような仕様により、詰みへ向けて戦局を動かす将棋などの様なボードゲームにゲーム性は近い。

### モード
Scenario Mode
登場するマップを順番にクリアしていくモード。難易度は「Easy」と「Normal」から選択できる。「Easy」では敵マスターのレベルが低く設定される。最初は召喚が可能な精霊の種類は4種類。レベルアップと共に精霊の種類は増えていく。
Expert Mode
「Scenario Mode」と同様、登場するマップを順番にクリアしていく。自身と敵のレベルは同じに設定される。マップは基本的に自分が不利なマップが用意される。
Free Battle
好きなマップで、好きなマスターを使用して好きな相手と戦えるモード。2P対戦も可能。1台のパソコンでの対戦も出来る。マスターのレベルや使用できるネイティアルも設定できるので、ハンデをつけて対戦することもできる。「Free Battle」専用のマップもある。
Network Battle
ネットワーク対戦を行うモード。「TCP/IP接続」「IPX/SPX接続」「モデム接続」「シリアル接続」の4種類の接続方法がある。TCP/IP接続の場合は、事前に対戦相手のIPアドレスを知っておく必要がある。
シークレット
PSP版のみ。Scenario・Expert 両モードで隠しキャラクターを使う為のモード。

## ネイティアルマスター
スタート時に選ぶ選択肢によって作成されるマスターは以下の18人である。標準の名前はあるが、変更することが可能。マスターによって得意・不得意な分野がある。なお、この18人は『VM JAPAN』を除いた3作全てで共通している。クラス（職業）の後ろの括弧内はデフォルトの名前。
ファイター（エスターナ）
攻撃力と素早さがやや高い。防御力は標準だが、魔力がやや低め。
デューク（アルギロス）
魔力と素早さがやや高い。防御力と魔法防御力は標準だが、移動力が低い。
ソードマン（ジリーザ）
攻撃力が高い。反面、防御力が低い。
ナイト（アルミオン）
攻撃力と防御力が極めて高い。魔法防御力は標準だが、素早さと魔力は低め。
パラディン（プラティーナ）
攻撃力と防御力、魔力がやや高い。反面、素早さが低い。
シャドウ（ペレール）
素早さと移動力が極めて高い。防御力、魔法防御力は低め。攻撃は射程4の手裏剣。
レンジャー（グラナス）
全てにおいて平均的な能力を持つ。攻撃は射程6の弓。
サベージ（アヴォリオ）
攻撃力と防御力、素早さと移動力が高い。反面、魔力は極めて低い。攻撃は射程4の投石。
シーフ（カルコス）
素早さと移動力が極めて高い。魔力は低め。攻撃は射程5の投げナイフ。
バード（アルマス）
魔力と魔法防御力は標準だが、攻撃力と防御力、魔法防御力が低い。
シスター（カラール）
魔力と魔法防御力、防御力は高いが、攻撃力と素早さは低い。
ソーサラー（ジャッド）
魔力と魔法防御力が極めて高い。攻撃力と防御力、素早さと移動力は低い。
ウィッチ（デルーナ）
魔力と魔法防御力が極めて高い。攻撃力と防御力、素早さが低い。
モンク（ブロンザ）
攻撃力と防御力がやや高い。他の能力は平均的。
スピリット（エカイユ）
魔力と魔法防御力、移動力が極めて高い。攻撃力と防御力は極めて低い。
ビースト（ビルーザ）
攻撃量と防御力、魔力と移動力が高い。魔法防御力は極めて低い。
ナイトメア（ザヒュルス）
魔力と魔法防御力は高いが、防御力は低い。
フロイライン（マルフィール）
魔法防御力と素早さがやや高い。防御力が低い。

### Win版隠しマスター
Win版ではマスターと名前の組み合わせによっては隠しマスターが使用可能になる。ファルコムの他作のキャラクターがモチーフとなっており、これらのキャラクターはPSP版では出現しない。
魔法使い（ドーラ）
魔力が極めて高いが、防御力と素早さが低い。
賞金首（アレス）
攻撃力と防御力が高く、魔力もやや高い。
賞金稼ぎ（メイル）
攻撃力と素早さ、移動力が高い。魔力がやや低め。
怪獣（ガウ）
素早さが極めて高い。防御力も高いが魔力が低め。
巡礼の旅人（ジュリオとクリス）
魔力と素早さがやや高い。移動力は低い。
暁の巫女（クレール）
攻撃力が極めて高く、魔力もやや高め。
冒険家（アドル）
攻撃力が極めて高く、防御力と魔法防御力、素早さもやや高め。魔力はやや低い。
女神さま（レア＆フィーナ）
魔力が極めて高いが素早さは低い。
珍獣（チュウチュウ）
素早さと移動力が高い。なお、この珍獣は『VM JAPAN』にも出演している。

### PSP版隠しマスター
PSP版では一定の条件をクリアする事によって隠しキャラクターが使用可能となる。『英雄伝説VI 空の軌跡シリーズ』のキャラクターが中心となっている。隠しキャラクターとは定義されている物の一部のキャラクターは開始時より使用可能となっている。なお、これらのキャラクターはWin版では使用できない。
ロッドマスター（エステル）
『空の軌跡』のキャラクター。最初から使用可能。
平均的な能力を持つが、魔法防御がやや低い。
ストライダー（ヨシュア）
『空の軌跡』のキャラクター。最初から使用可能。
攻撃と素早さが高いが、物理・魔法共に防御が低い。
クインビュート（シェラザード）
『空の軌跡』のキャラクター。最初から使用可能。
魔力と素早さが高いが、攻撃と物理防御が低い。
ヘヴィエッジ（アガット）
『空の軌跡』のキャラクター。最初から使用可能。
攻撃と防御が高くマスターでありながら特攻も可能だが、反面、魔力と魔法防御が低い。
プリンセス（クローゼ）
『空の軌跡』のキャラクター。シナリオモードクリア後に使用可能となる（どのマスターでも可）。
魔力と魔法防御が高い。だが、攻撃と物理防御が低いため前線には向かない。
プレイボーイ（オリビエ）
『空の軌跡』のキャラクター。シナリオモードクリア後に使用可能となる（どのマスターでも可）。
魔力が高くそれ以外が全体的にやや低めだが、射程6の銃を持つために遠距離攻撃ができる。
テクノクラー（ティータ）
『空の軌跡』のキャラクター。シナリオモードクリア後に使用可能となる（どのマスターでも可）。
攻撃がやや高く、射程8の導力砲を持つため遠距離攻撃が可能。だが、防御面は壊滅的。
グラップラー（ジン）
『空の軌跡』のキャラクター。シナリオモードクリア後に使用可能となる（どのマスターでも可）。
攻撃と物理防御はトップクラス。だが、魔力と魔法防御はかなり低い。
ジーニアス（レン）
『空の軌跡』のキャラクター。エキスパートモードクリア後に使用可能となる（どのマスターでも可）。
魔力と魔法防御、加えて攻撃も高いが、物理防御は壊滅的であるため前線に出るのは禁物。
ダークナイト（レーヴェ）
『空の軌跡』のキャラクター。エキスパートモードクリア後に使用可能となる（どのマスターでも可）。
どの能力もトップクラスという反則的なまでの力を持つ。ただし、力に溺れて無闇に前線に出ると大きなしっぺ返しを喰らう。
ソーサレス（メルレット）
戦歴ポイントを2700以上獲得し「ネイティアルマスター」に昇格するとフリー・ネットワークモードでのみ使用可能となる。
どの能力も平均的に高いが、魔力型で物理防御が低い。
タイラント（ギド･カーン）
戦歴ポイントを10000以上獲得し「ヴァンテージマスター」に昇格するとフリー・ネットワークモードでのみ使用可能となる。
ダークナイトと同等かそれ以上に攻撃と魔力が高いが、その分防御と魔法防御が低めになっている。

#### ポータブル版担当声優
『イースvs.空の軌跡 オルタナティブ・サーガ』内の「マテリアルコレクション」「ヴァンテージマスターポータブル」オープニングムービーに、開発スタッフ、役名、声優込みで表記されている。キャスティングは青二プロダクションが担当している。
- 見習い魔女デルーナ - 日比愛子
- 紫のメルレット - 安井絵里
- 聖騎士プラティーナ - 吉川未来
- シスター・カラール - 山口繭
- アルギロス公爵 - 高橋裕吾
- 大魔道師ジャット - 徳山靖彦
- 覇王キド・カーン - 今村直樹
- エステル - 神田朱未
- ヨシュア - 斎賀みつき
- シェラザード - 塩山由佳
- オリビエ - 子安武人
- クローゼ - 皆口裕子
- アガット - 近藤孝行
- ティータ - 今野宏美
- ジン - 稲田徹
- レン - 西原久美子
- レーヴェ - 緑川光

## ネイティアル
ネイティアルはネイティアルマスターによって召喚される、善悪のない純粋な存在である。召喚時には召喚するネイティアルのコストに応じたMPが消費される。ネイティアルには維持コストが設定されており、一時間ごとにMPから維持コストを消費する。コストが支払えないと、そのネイティアルは消滅する。またネイティアルが使用する魔法は、マスターのMPを消費して使用される。
ネイティアルは『地』『水』『火』『天』の属性に分かれ、地は水に強く、水は火に強く、火は天に強く、天は地に強いと、それぞれに優劣関係を持っている。またネイティアルには『昼型』と『夜型』のものも存在し、昼型は明るいところで強くなるが、暗いところで弱くなり、夜型は暗いところで強くなるが、明るいところで弱くなる。それぞれのネイティアルにはメインのみ、もしくはメインとサブの移動タイプが設定されており、メインの対応する地形は移動力そのままの範囲を移動することができ、サブの対応する地形は行動できるが移動力が半減する。

### 地属性
歩行タイプのものが多いが、水中に進入できるものも居る。全体的に遅い。
パ・ランセル
地属性の最下級ネイティアル。ストーリーモードでは最初から召喚できる。素早さが地属性では高め。意外と打たれ強く、上級ネイティアルの足止めなどにも使える。召喚コストも維持コストも安いので、魔力の少ないマスターは重宝する。水中でも行動が可能。
エ・フェリオン
コストの割に威力のある遠距離攻撃ができる。高い場所で攻撃すると射程が延びる。魔法防御力が極めて低い。魔法攻撃を受けると即死することも多い。速さも低く、遠距離攻撃であることもあって、一度攻撃するとなかなか順番がまわってこない。水中へは進入できない。
ダ・カーム
地属性の主力となる上位ネイティアル。攻撃力と防御力が極めて高い。魔法防御力も高く、移動力もある。速さは低め。水中でも行動が可能。
ギア・ブロ
地属性で唯一魔法攻撃ができるネイティアル。この魔法攻撃には仰角があり、高い場所で魔法攻撃を行うと射程が延びる。魔法防御力が高く、攻撃力と防御力が低い。速さが全ネイティアル中最低なため、一度行動するとなかなか順番がまわってこない。水中でも行動が可能。
ディ・アルマ
回復魔法が使用できる地属性のネイティアル。昼型なので明るいところで強くなる。移動力が極めて高く、防御力も高め。魔法を持つネイティアルには珍しく、魔法防御力が極めて低い。魔法攻撃を受けると即死することも多い。攻撃力も低い。水中へは進入できない。
バ・メード
地属性で唯一飛行できる、地属性の最上位ネイティアル。夜型なので暗いところで強くなる。地属性としては速めで、防御力は低め。魔法防御は高く、意外に攻撃力がある。敵を長時間行動不能にする強力な銀化魔法を持ち、どんな敵でも固めることで無力化することができる。水中へは進入できない。

### 水属性
すべてのネイティアルが水中では抜群の機動力を持つが、地上では移動力が低下するため脚が遅い。
レキュー
水属性の最下級ネイティアル。ストーリーモードで最初から召喚できる。全ネイティアル中最も素早さが高いが、攻撃力以外の能力は低い。
マーム
回復魔法が使用できる水属性のネイティアル。夜型なので暗いところで強くなる。魔法防御力が高い。陸から離れた水中に居るネイティアルを回復することができる唯一のネイティアルである。
ザミルペン
硬直タイプの魔法を持つネイティアル。昼型なので明るいところで強くなる。明るいところではコストの割に攻撃力、防御力が高め。魔法防御は並み。遅いのが難点。硬直時間は短いが、氷結魔法で敵を行動不能にすることができる。
ターブス
高威力の遠距離攻撃を持つネイティアル。攻撃力が高い。移動タイプが泳のみなため、水中から出ることができない。防御力と魔法防御力は高くはないが、常に水中に居るため受けるダメージは低くなりやすい。水属性としては速さが低めなこと、遠距離攻撃であることから、意外と再行動に時間が掛かる。
ネプトジュノー
水属性の主力となる上位ネイティアル。中距離魔法攻撃も持つ。全ネイティアル中最高の速さを始めとして、コストの割にすべての能力が高め。地上では移動力こそ落ちるが、その速さと中距離魔法攻撃がそれをカバーする、そつがない優秀なネイティアル。防御力が魔法防御力に比べると低いことから、パ･ランセル、エ･フェリオン、ダ･カームは苦手。また中距離魔法攻撃の消費MPに注意。
テンターク
水属性の最上位ネイティアル。攻撃力、防御力、魔力が極めて高く、属性による修正を除けば、全ネイティアル中最高値のステータスを持つ。さらに攻撃修正の極めて高い範囲攻撃魔法を持っており、逆属性である地属性の中級ネイティアルとも戦えてしまうほどだが、運用コストもまた莫大であり、リターンの取れる状況は限られてくる。大きな脅威となるネイティアルはいないが、魔法防御力が防御力に比べるとかなり低いために、強力な魔法攻撃を持つユニットやギア･ブロ、ダ･カームにはダメージを受ける。魔法攻撃使用後の長い硬直と、膨大な消費MPに注意。

### 火属性
全体的にコストが高く、攻撃力が高いが、水中に入れないのが特徴。
ヘピタス
火属性の最下級ネイティアル。ストーリーモードでは最初から召喚できる。最下級ネイティアルにしては召喚コストが高い。攻撃力がやや高めで、防御力の低い天属性に対しては上級ネイティアルとも戦える。しかし速さが低いので、機動力の高いネイティアルには逃げられやすい。
ダルンダラ
範囲魔法攻撃を持つ火属性のネイティアル。夜型なので暗いところで強くなる。攻撃力、防御力は低いが、暗いところではコストの割に魔力が高く、有利な属性である天属性はもちろんのこと、地属性にも大ダメージを与えられる。
ブリックス
遠距離攻撃ができる火属性のネイティアル。高い場所で攻撃すれば射程が延びる。攻撃力が高めで、平地ならペリットに即死を取れる。遠距離攻撃なため再行動するまでには時間が掛かる。防御力、魔法防御力は低い。
オーンヴィーヴル
火属性の主力となる上位ネイティアル。攻撃力が極めて高く、防御力も高めで、さらに性能の似たダ･カームに比べてコストが低い。速さは低め。地属性や下級の水属性ネイティアルとも戦える。フィフネルに平地の正面以外で即死を取れる。
グリオン
火属性で唯一飛行できる火属性の上位ネイティアル。昼型なので明るいところで強くなる。移動力が極めて高い。攻撃力も高いが、防御力は低く、魔法防御は劣悪で、ギア･ブロやゼノスブリードの魔法攻撃ですら大ダメージを受けてしまう。防御の低い敵への奇襲や魔晶石の確保には向くが、よく考えて使わないと被るリスクが大き過ぎる。魔晶石上で即死する可能性がある唯一のネイティアル。
ゼノスブリード
火属性の最上位ネイティアル。火属性では最も速く、攻撃力、魔力、魔法防御が高い、強力な長射程の魔法攻撃を持つ優秀なネイティアル。防御力は並み。多様な状況に対応し、開けた地形での戦闘は、多くの場合このネイティアルの牽制下で行われることになる。遠距離魔法攻撃の消費MPに注意。

### 天属性
すべてのネイティアルが飛行可能で、速さも高めなため、機動力が高い。飛行移動は背後を取りやすく、大きなダメージも与えやすい。防御力などは低め。火属性同様水中に入れない。天属性は全員女性型のネイティアルである。
ペリット
天属性の最下級ネイティアル。全ネイティアル中唯一、金化･銀化･氷結による硬直状態を治癒する魔法を持つ、重要なネイティアル。全ネイティアル中最高の速さを持ち、魔法防御も高め。他のステータスは軒並み低い。安くて便利な魔晶石確保要員。
ギュネ・フォス
天属性のネイティアル。ストーリーモードでは最初から召喚できる。昼型なので明るいところで強くなる。中距離発生魔法を持ち、障害物を無視して攻撃でき、コストの割に機動力に優れるが、夜にはステータスが壊滅的になるため、あまり積極的な戦闘には向かない。離れた場所の魔晶石確保要員。
キュリア・ベル
天属性のネイティアル。攻撃力と魔法攻撃力が高め。防御力はあるが、魔法防御力がとても低く、速さも遅め。平地では強力な火属性ネイティアルの魔法やテンタークの魔法で即死してしまう。中距離範囲発生魔法を持ち、障害物を無視して範囲攻撃ができ、平地ならエ･フェリオンなど魔法防御の低い地属性ネイティアルを一撃で倒せる。
アモルタミス
遠距離攻撃ができる天属性の上位ネイティアル。夜型なので暗いところで強くなる。高い場所で攻撃すると射程が延びる。暗いところでは天属性には珍しく防御力、魔法防御力ともに高めで、攻撃力も高い優秀なネイティアル。速さもあるが遠距離攻撃なため意外に再行動に時間が掛かること、移動力が低いことが弱点。
フィフネル
全ネイティアル中最も回復量の多い回復魔法が使用できる天属性のネイティアル。魔法防御力は極めて高いが防御力は低いため、火属性ネイティアルの攻撃には打たれ弱い。攻撃力はとても低いが低いなりにダメージを与えられる相手は意外に多い。回復魔法の消費MPに注意。
レグナ・クロックス
最上位の天属性のネイティアル。攻撃力、魔力が極めて高く、攻撃修正の高い範囲魔法攻撃を持っており、敵陣に切り込んで敵を一網打尽にすることができる。速さはあるが魔法使用後は硬直がとても長い。防御力と魔法防御力は著しく低く、魔法使用後は事実上使い捨てとなることが多い。テンタークにまともにダメージが通る貴重なネイティアル。軟いので守りには向かず、牽制と強襲にとても向いている。

## アジア最強決定戦
1998年9月26日に、台湾において『アジア最強決定戦』が開催された。日本・韓国・台湾の代表者が参加した。
日本における代表者選出
日本においては、月刊『ログイン』との共同企画で大会を行い、参加者を選出した。選出方法は、雑誌『ログイン』の付録CDに入っている『VMV2』体験版（マップは体験版オリジナルのもの）を使用し、自身のマスターのレベルを低く設定し、コンピュータのマスターのレベルを高く設定。レベル差が最も広く、クリア時間が最も短い上位12名が予選通過となった。1998年7月25日に予選突破者がトーナメント形式で対戦を行い、優勝者がアジア大会の出場切符を手にする仕組みとなっていた。優勝者には賞金10万円が送られた。
韓国における代表者選出
1998年8月1日に代表決定戦が行われた。決勝参加者は50名で、優勝賞金は100万ウォンであった。
台湾における代表者選出
台湾においては、アジア最強決定戦当日に代表者決定戦が行われた（予選はアジア最強決定戦前に行われている）。
大会では『VMV2』が使用された。台湾では大会当時は『VMV2』が発売されていなかったので、この大会が台湾における『VMV2』のお披露目となった。
大会は1試合目は日本対韓国で日本が勝利を収め、2試合目の韓国対台湾で韓国が勝利を収めた。3試合目は日本対台湾となり、日本が勝利を収め、日本が優勝した。

## オンライン対応版
Windows向けのオンライン対応版のソフトが、公式サイトから無料でダウンロードできる。なお、販売されているソフトとは仕様に違いがある。仕様の違いは以下の通り。
- オンライン対応版は『VMV2』仕様となっている。
- マスターやネイティアルの名前、説明文などは全て英文となっている。
- 市販されている『VMV2』のセーブデータを読み込ませることができる。
- オンライン対応版はMIDIでBGMを流す。『VMV2』のCDがあれば、挿入してオプション画面で音源をCD-DAにすることで、CDから曲を再生できる。
- シナリオモードで挿入されるデモ画面は文字化けする。
- 市販されている『VMV2』とのオンライン対戦が可能。ただし、オンライン版では全角文字が使用できないため、対戦相手の名前やチャットが文字化けする。

## 書籍
- ヴァンテージ・マスター オフィシャルガイド（アクセラ）、1998年 ISBN 4-9009-5224-9
- ヴァンテージ・マスターV2 攻略ガイドブック（メディアクロス）、1999年 ISBN 4-9980-6695-1
- ヴァンテージ・マスターシリーズ ビジュアルブック（新紀元社）、2003年 ISBN 4-7753-0176-4
- ヴァンテージマスターポータブル 攻略&ビジュアルガイド（新紀元社）、2008年 ISBN 4-7753-0622-7